# IC 2120
IC 2120 — галактика типу NF (в процесі підтвердження) у сузір'ї Візничий.
Цей об'єкт міститься в оригінальній редакції індексного каталогу.